# エバーフォーミュージックパブリッシャーズ
エバーフォーミュージックパブリッシャーズは日本の芸能事務所。

## 概要
有限会社エバーフォーミュージックパブリッシャーズは東京都世田谷区若林で開業された日本の芸能プロダクションのひとつ。設立以来現在まで所属タレントはaikoのみである。社名は創業当時の代表取締役である久永の苗字に由来している。現在は有限会社エバーフォーミュージックに社名変更、世田谷区三軒茶屋に移転している。